# Parco nazionale di Canaima
Il parco nazionale di Canaima (in spagnolo: Parque Nacional Canaima) è un'area naturale protetta situata nello stato di Bolívar, in Venezuela. Fu istituito il 12 giugno 1962 e dichiarato patrimonio dell'umanità dall'UNESCO nel 1994.
Si estende per 30.000 km² (più grande del Belgio) fino alla frontiera con la Guyana e con il Brasile. Circa il 65 % del parco è occupato da mesetas di roccia chiamate tepuyes. Costituiscono un ambiente biologico unico e presentano un grande interesse geologico. I versanti scoscesi e le cadute d'acqua (tra le quali il Salto Angel, la cascata d'acqua più alta del mondo, di 979 m) formano paesaggi spettacolari.

## Fauna
Canaima ha una fauna molto varia, che si distribuisce nel parco in base a molteplici fattori ambientali come l'altitudine e il tipo di vegetazione. Tra le specie presenti si trovano:
Armadillo gigante (Priodontes maximus), lontra (perro de agua) gigante (Pteronura brasiliensis), formichiere gigante (Myrmecophaga tridactyla), giaguaro (Panthera onca), bradipo didattilo (pereza de dos dedos, Choloepus didactylus), pitecia dalla testa bianca o saki (mono viuda, Pithecia pithecia), scimmia satanasso (mono capuchino del Orinoco (Chiropotes satanas), roditore endemico del tepuy Roraima (Podoxymys roraimae), marsupiale endemico delle cime dei tepuy (Marmosa tyleriana), aquila arpia (Harpia harpyja), il pappagallo nano guacamaya (Diopsittaca nobilis), pappagallo scuro (cotorra morada, Pionus fuscus), sapito minero (Dendrobates leucomelas).

## Flora
Ci sono più di 300 specie endemiche solo nella Gran Sabana.
- Generi endemici: Achnopogon, Chimantaea, Quelchia, Tepuia, Mallophyton e Adenanthe.
- Abbondanti specie di piante insettivore dei generi Bromelia, Drosera, Heliamphora e Utricularia.

## Idrografia
Il parco include la totalità del bacino marginale destro del fiume Caronì e due delle cascate più alte del mondo, il Salto Angel e il Kukenán, nonché una grande quantità di cascate di minore altezza.

## Tepuyes

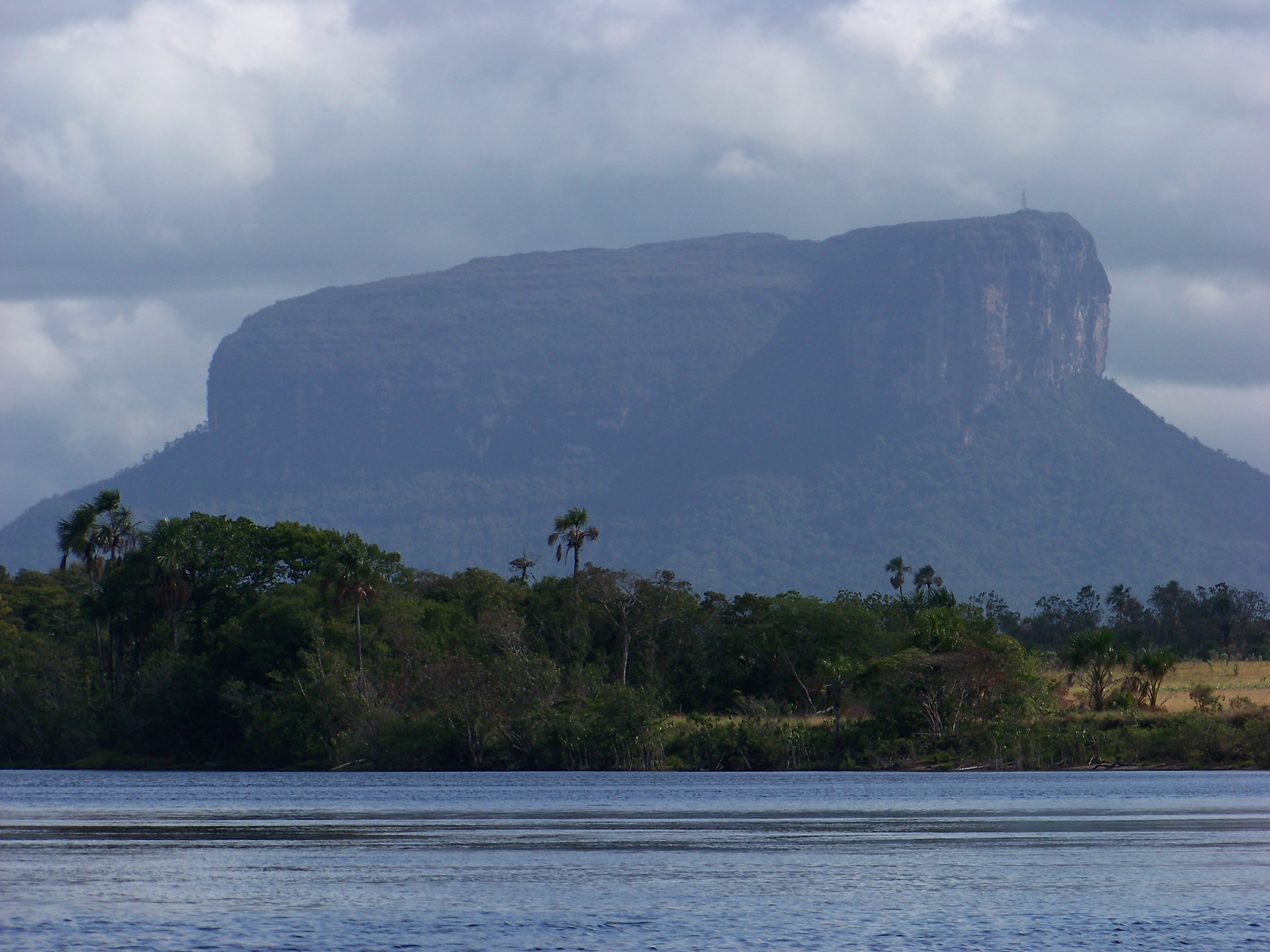
Tepuyes

I tepuy (pl. spagnolo tepuyes o tepuis) sono montagne con caratteristiche inimitabili, tra cui spiccano le pareti verticali e le cime praticamente piatte, sebbene esistano tepuy che fanno eccezione alla regola.
Sulle sommità abita una quantità importante di specie di vegetazione endemica molto specifica, alcune delle quali categorizzate come carnivore.
Hanno un'età geologica che oscilla tra i 2000 e i 3000 milioni di anni, fatto che li rende una delle formazioni geologiche più antiche del pianeta.
I tepuy più famosi sono El Auyantepuy (da cui nasce il Salto Angel), El Roraima, El Kukenan ed El Chimantá.

## Punti di attrazione turistica

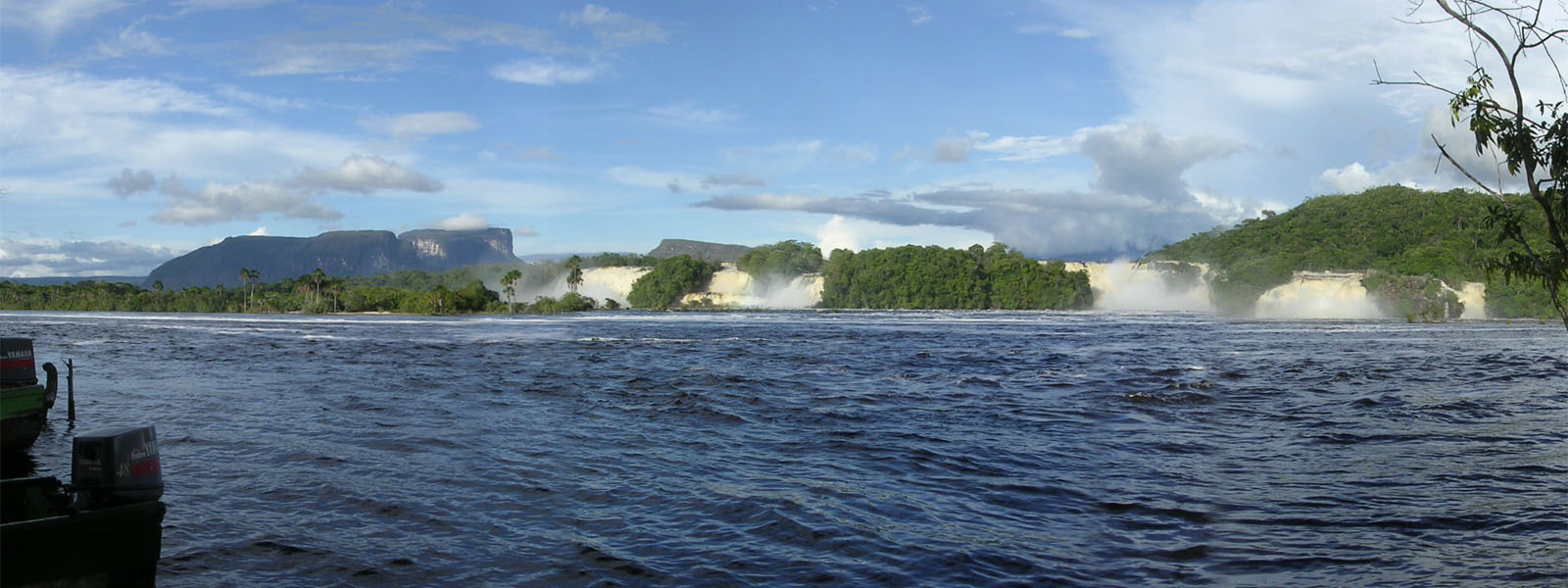
Vista delle cascate del lago Canaima

### Settore occidentale
| - Laguna de Canaima - Salto El Sapo y El Sapito - Salto del Yuri - Rápidos de Mayupa - Pozo de la Felicidad (Saró Marú) - Isla Orquídea - Isla Ratón - El Salto Ángel o Parepakupá Merú - El Auyantepuy - Poblado Indígena de Kavac | - Cueva Uruyén - Poblado Indígena de Kamarata - Comunidad Indígena de Wareipa - Salto el Encanto - Comunidad indígena Avak - Playa Roberto - Comunidad Indígena Kanwaripa - Río Caroní - Aldea Indígena La Maloca - Salto Kukenán (en el Tepuy Kukenán o Matawí) |

### Settore orientale
| - La Piedra de La Virgen - Salto El Danto - La Arenaria - Monumento al Soldado Pionero - Río Aponwao I - Balneario Tarotá - Quebrada Toroncito - Salto Toron merú - Salto Karuay - Salto Chinak merú (salto Aponwao) - Parupa - Anotén - Salto Chivatón | - Misión de Kavanayen - Rápidos de Kamoirán - Salto Kama merú - Arapán merú (Quebrada de Pacheco) - Río Soruapa o Woimeri - Comunidad Indígena San Francisco de Yuruaní - Kako Parú o Quebrada de Jaspe - Urué merú - Puente Río Kukenán - Comunidad Indígena Paraitepui de Roraima - Comunidad indígena Wonkén - Monte Roraima. |

## Archeologia
Le pitture rupestri del Parco Nazionale di Canaima sono un insieme di antiche rappresentazioni artistiche scoperte in Venezuela, che potrebbero appartenere a una cultura finora sconosciuta . Datate a circa 4.000 anni fa, queste opere d'arte rupestre sono state trovate in diversi siti della regione e presentano figure umane, animali e simboli astratti realizzati con ocra rossa .